# 기업은행 야구단
기업은행 야구단은 1962년부터 1977년까지 존재했던 실업 야구단이다. 해체 이후 선수들은 포스틸 야구단으로 인계되었다.

## 주요 선수
- 김성근
- 박상열
- 박해종
- 윤동균